# Никитский ботанический сад
Ники́тский ботани́ческий сад (укр. Нікі́тський ботані́чний сад) — государственный ботанический сад близ Ялты, комплексное научно-исследовательское учреждение, ведущее работы по вопросам ботаники, плодоводства и растениеводства.
В Российской империи «Императорский Никитский ботанический сад» был казённым учреждением, в советское время подчинялся ВАСХНИЛ, а после распада СССР до 18 марта 2014 года входил в систему Национальной академии аграрных наук Украины. С 4 января по декабрь 2015 года как Государственное бюджетное учреждение Республики Крым «Ордена Трудового Красного Знамени Никитский ботанический сад — Национальный научный центр» подчинялся Министерству сельского хозяйства Республики Крым. Расположен на Южном берегу Крыма между посёлком Никитой и Чёрным морем.
Как особо охраняемая природная территория, в Российской Федерации, контролирующей спорную территорию Крыма, Никитский ботанический сад является ботаническим садом Республики Крым регионального значения, а на Украине — ботаническим садом общегосударственного значения.

## История

### Основание. XIX век

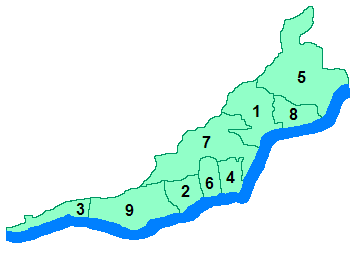
Массандровский поселковый совет, в котором находится ботанический сад, обозначен цифрой 8 на карте Большой Ялты

В июне 1811 года в Петербурге император Александр I подписал «Указ об учреждении в Крыму Императорского казённого ботанического сада», в котором разрешал устроить в «полуденной части Крыма» казённый сад, ассигновав на это до 10 000 рублей ежегодно. Указ был издан по ходатайству херсонского военного губернатора герцога Эммануила Осиповича де Ришельё, управлявшего тогда Новороссийским краем. Инициатива Ришельё получила развитие при поддержке приближённого к императору 29-летнего графа Михаила Воронцова и при содействии главного инспектора по шелководству юга России Фёдора Биберштейна — выдающегося немецкого ботаника, служившего в России уже почти двадцать лет.

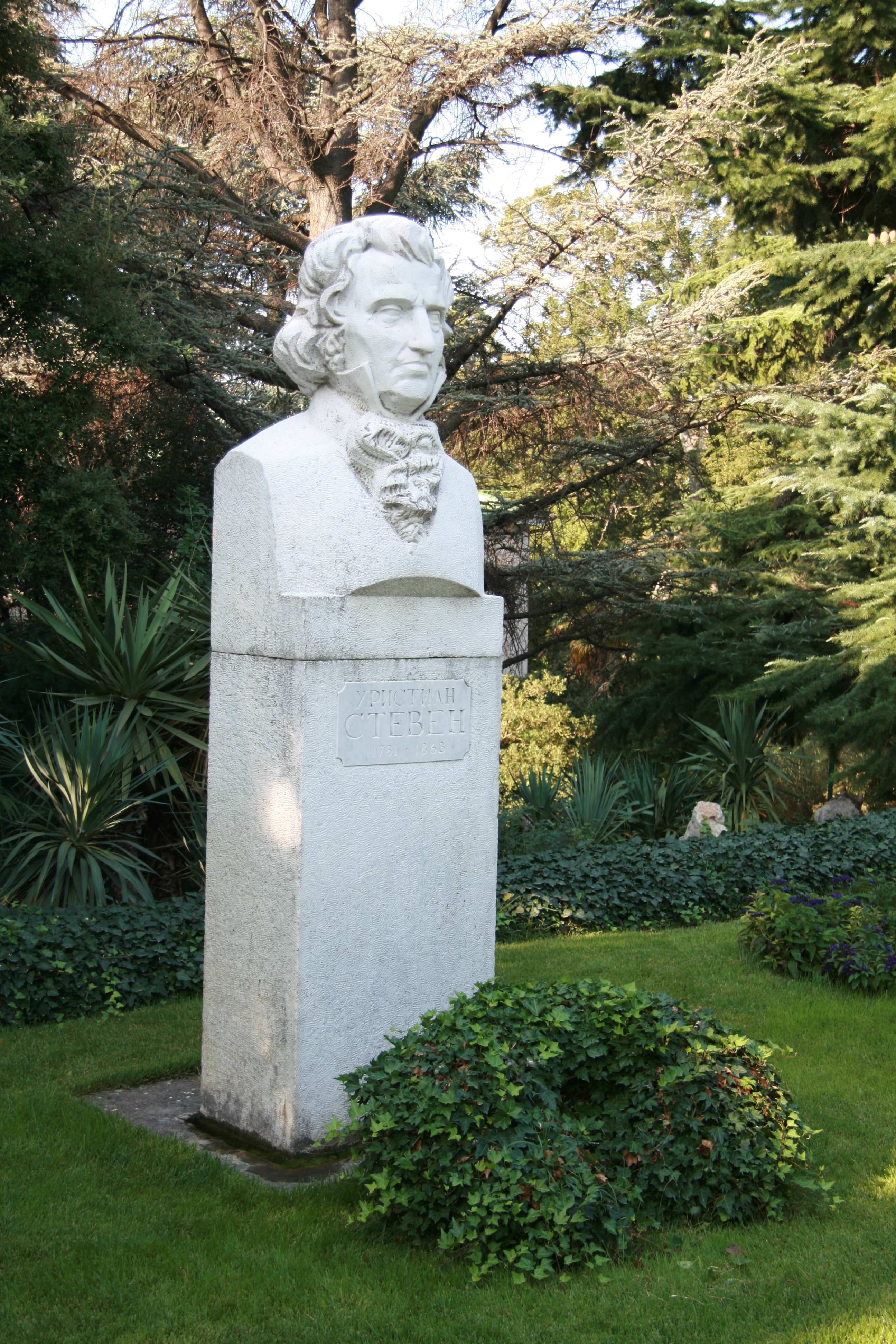
Бюст Христиана Стевена в Никитском ботаническом саду

В марте 1812 года, по рекомендации Ришельё и Биберштейна, на пост директора учреждаемого на Южном берегу Крыма «Императорского Таврического казённого ботанического сада» был назначен известный учёный-натуралист, помощник и ученик Биберштейна, 31-летний Христиан Стевен. Именно он организовал ботанический сад как первое опытное садовое учреждение на юге России. По замыслу Христиана Стевена, это учреждение должно было составить обширный рассадник всех полезных и декоративных растений южной Европы для распространения их в Крыму. В сентябре 1812 года были осуществлены первые посадки.
Через три года ботанический сад выпустил свой первый каталог растений, где числилось в реализации 95 сортов яблонь, 58 сортов груш, 6 ягодных и 15 декоративных пород.
«Тут к наблюдениям и теоретическим занятиям Стевена, — писал академик П. И. Кёппен, — присоединилась и практика, которой вся южная Россия обязана разведением и распространением большого числа новых более или менее акклиматизированных деревьев и растений, как с опадающей листвой, так и вечнозелёных, а также лучших сортов фруктовых деревьев». Благодаря Стевену Никитский сад вскоре превратился в прекраснейший питомник и ботанический акклиматизационный пункт, служивший как бы этапом при переходе растений с востока на запад и обратно из Европы в Азию.
Эти заслуги Стевена по устройству сада, выясненные академиком Кёппеном и изложенные в его труде «Über Pflanzen-Akklimatisierung in Russland», побудили герцога Ришельё исходатайствовать в 1818 году у императора Александра I для трудолюбивого учёного 2000 червонцев, которые дали Стевену возможность предпринять двухлетнее заграничное путешествие с целью изучить и подобрать плодовые и другие деревья, наиболее пригодные для снабжения ими Никитского сада.
За 12 лет неутомимой деятельности Христиан Стевен собрал более 450 видов экзотических растений. Первоначальный проект предполагал свободное размещение растений в сочетании с лужайками и видовыми площадками.
Здесь впервые были начаты опыты по культуре табака, впоследствии получившие очень успешное продолжение. Испытывались также овощные растения. При этом Стевен много и с большим увлечением занимался исследованиями дикорастущей (природной) флоры Крыма.
В 1824 году Христиан Стевен поселился в Симферополе и передал управление садом своему помощнику Николаю Андреевичу Гартвису, оставив за собой общее руководство этим учреждением.
После смерти Биберштейна в 1826 году Стевен был назначен на его место главным инспектором шелководства. За неимением времени он сложил с себя звание директора Никитского ботанического сада, сохранив, однако, за собой главный надзор за этим учреждением. Садовник-смотритель Гартвис был назначен директором.
Гартвис отдал ботаническому саду всю свою жизнь, он оставался его директором до конца своих дней — 33 года. За это время коллекция дендрария увеличилась более чем в два раза, укрепились связи со многими торговыми организациями Западной Европы и Америки. Николай Андреевич собрал замечательную коллекцию хвойных пород: гигантские секвойи из Калифорнии, кедры, кипарисы, сосны. Специальная экспедиция побывала на Кавказе и привезла в Крым пихту кавказскую (Abies nordmanniana), ель восточную (Picea orientalis), рододендроны, азалии. В настоящее время площадь дендрария составляет 40 га.
В 1828 году для обучения практическому садоводству в Никитском саду была устроена школа. В это же время появились веерные пальмы, магнолии, платаны.
В том же 1828 году Гартвисом на землях урочища «Магарач», принадлежавших Никитскому саду, была произведена закладка большого Магарачского виноградника и устроено Магарачское заведение виноградарства и виноделия.
24 ноября 1860 года Гартвис скончался. С 1861 до 1865 года директором Императорского Никитского сада стал ботаник и географ Василий Фёдорович Келлер. Затем пост директора до 1866 года занимал чиновник Павло-Швыдковский. Николай Цабель руководил садом 14 лет, до 1880 года, уделяя большое внимание виноградарству.
В 1869 году Цабель преобразовал Магарачское заведение виноградарства и виноделия в Никитское училище садоводства и виноделия, с 5-летним курсом и правами низших сельскохозяйственных школ I разряда. Кроме того, при училище имелись высшие практические курсы по виноделию. Всего учеников в 1895 году было 84, практикантов на высших курсах — 14. С 1869 года до конца XIX века училище выпустило 129 человек.
С 1880-х годов и до начала XX века широкие опытные работы Никитского сада прекратились из-за снижения его финансирования. В этот период истории сада успешно продолжало существовать лишь Никитское училище виноградарства и виноделия. Учебная деятельность полностью поглотила ранее проводившиеся в саду опытные работы, как сообщал в своей докладной записке от 15 января 1910 года его директор М. Ф. Щербаков.
Научный музей НБС был создан в 1892 году как музей наглядных пособий Училища садоводства, виноградарства и виноделия.
На конец XIX века Никитский сад имел около 116 десятин, из них под виноградниками, плодовым и декоративным садом, огородником, питомниками и табачной плантацией 32 десятины (виноградники занимали около 17 десятин). Вина выделывалось от 2500 до 3000 вёдер.

### XX век
С 1907 года начали налаживаться ботанические исследования, прервавшиеся после ухода X. X. Стевена. Этому способствовал приход в Сад крупного физиолога, будущего академика В. Н. Любименко, организовавшего в 1908 году ботанический кабинет, и выдающихся ботаников И. И. Кузнецова и Е. В. Вульфа. В 1914 году Е. В. Вульфом был создан гербарий. В настоящее время это самое крупное на территории бывшего СССР хранилище флоры Крыма, насчитывающее свыше 100 тысяч гербарных листов.
В 1912 году отмечалось столетие сада — была сооружена торжественная, выполненная в античном стиле, колоннада при входе в Нижний парк, проведено общее благоустройство территории сада.
С 1935 по 1957 год ботанический сад носил имя В. М. Молотова, в это время на главной аллее стоял его бюст, заменённый на бюст В. И. Ленина в 1962 году.
Огромный урон саду нанесла оккупация немецкими войсками в годы Великой Отечественной войны. Военные уничтожили большое количество растений, вывезли ценнейший гербарий, собранный Вульфом. Сразу же после освобождения Ялты в апреле 1944 года в Никитском саду начались восстановительные работы. Директор сада Анатолий Коверга совершил поистине подвиг: проехав тысячи километров по Польше и Германии, нашёл вывезенный гербарий в небольшом местечке под Берлином и доставил его в Крым.
После войны Сад находился в ведении Всесоюзной академии сельскохозяйственных наук им. В. И. Ленина. В составе сада было три отделения — Центральное, Степное и Приморское, а также интродукционно-карантинный питомник. В 1962 году сад был награждён орденом Трудового Красного Знамени.
К 1973 году площадь сада с отделениями была около 960 га, к 1986 году — 996 га.

### Украина

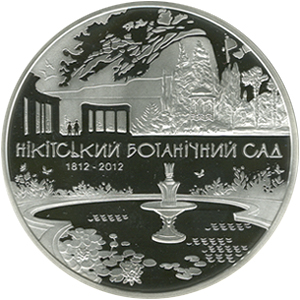
Реверс памятной монеты 50 гривен

Никитский ботанический сад — Национальный научный центр Национальной академии аграрных наук Украины.
В декабре 2001 года дендрарий Никитского ботанического сада, а в сентябре 2009 года Крымская коллекция гербария сада получили статус национального достояния Украины — были внесены в государственный реестр научных объектов, составляющих национальное достояние Украины.
В годы украинской независимости были закрыты и застроены розарий и два парка: Приморский и Монтедор. Официально их закрыли на ремонт, потом создали там НИИ, который взял землю парков в аренду, а позже приватизировал её, и застроили коттеджами.
В 2005 году фирма «Консоль» незаконно начала массовую застройку 3,7 га прибрежной территории Сада элитными коттеджами. На этом участке находилась знаменитая коллекция роз Никитского сада, которая насчитывала в середине 1980-х около 2000 сортов отечественной и иностранной селекции.
На застроенных участках парков домами владеют бывший премьер Крыма Сергей Куницын, экс-премьер Украины Валерий Пустовойтенко, не менее 20 нардепов, экс-генпрокурор Святослав Пискун и его заместитель Виктор Шемчук, экс-министр внутренних дел Геннадий Москаль и другие украинские силовики.
В 2012 году Никитский ботанический сад отметил своё 200-летие. В этом же году украинское руководство сада демонтировало памятник Ленину, стоявший на главной аллее с 1962 года.

### Россия

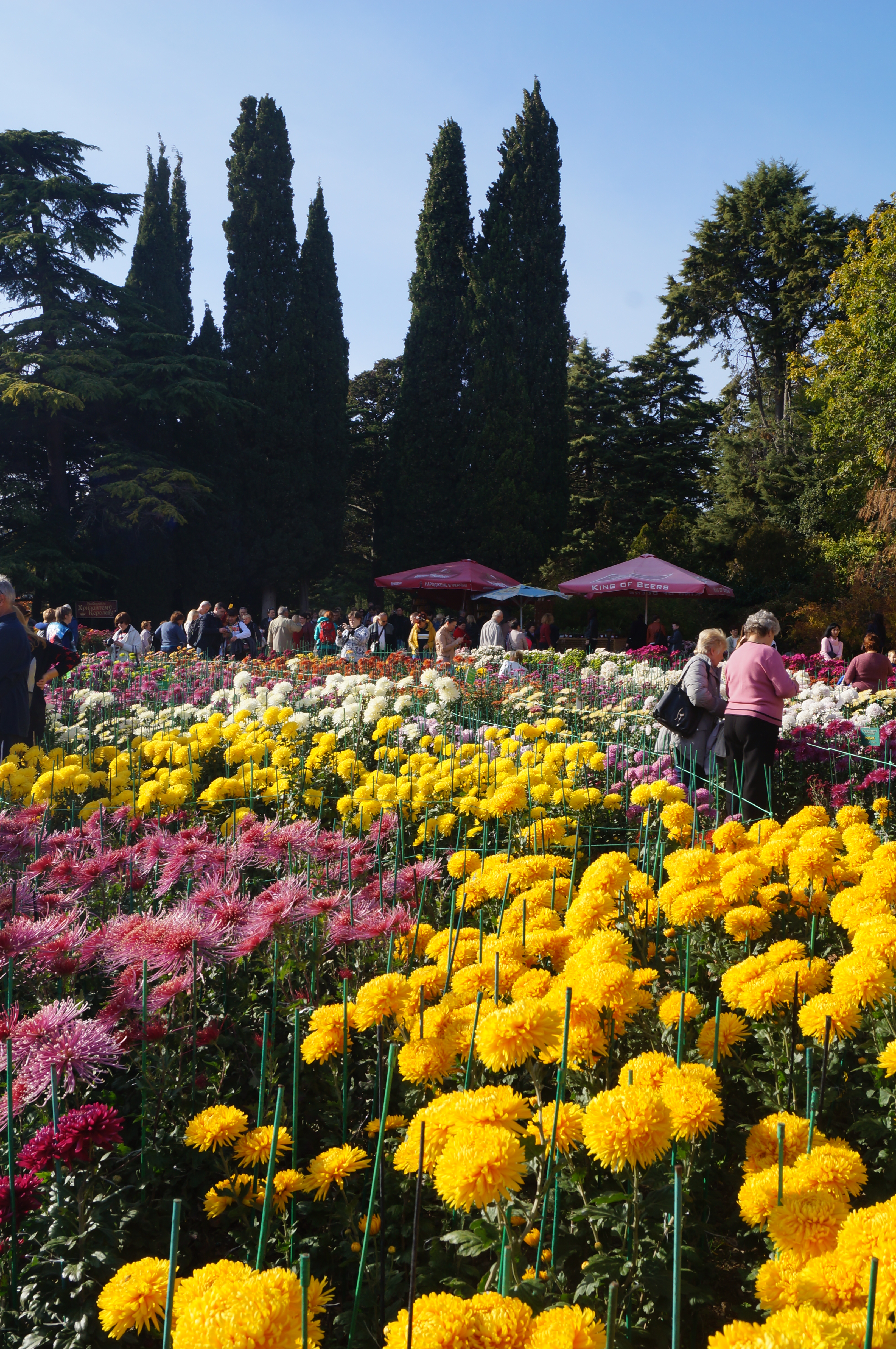
Бал хризантем, 2014

Весной 2014 года произошла аннексия Крыма Российской Федерацией. В тот же период в апреле 2014 года президиум Госсовета Республики Крым своим постановлением создал крымское республиканское предприятие «Никитский ботанический сад — Крымский научный центр», которому передал всё имущество Никитского ботанического сада УААН — Национального научного центра. Также сменился директор: им был назначен Юрий Плугатарь. Вновь созданная организация была передана в управление министерству образования, науки и молодёжи Крыма.
В 2019 году Госкомнаследие Крыма через суд обязало руководство сада восстановить демонтированный в 2012 году памятник Ленину в первоначальном состоянии.
Ежегодно осенью в Никитском саду проводится бал хризантем. Кроме того, проходят выставки тюльпанов, ирисов, лилейников, клематисов и роз.
В 2020 году Росимущество, Минобрнауки и Никитский ботанический сад обратились в арбитражный суд, прося признать ничтожным постановление правительства Крыма от 2003 года, которым фирме «Научно-исследовательский институт натуропатии и фитотерапии» был передан участок Никитского ботанического сада, признать недействительными последующие действия по регистрации и передаче земли, истребовать из незаконного владения «Научно-исследовательского института натуропатии и фитотерапии» участок и снять его с кадастрового учёта.

## Руководители
Список руководителей Никитского ботанического сада за всю его историю, по году назначения:
1. 1812 — Христиан Стевен (директор Императорского Таврического казённого ботанического сада)
2. 1827 — Николай Гартвис
3. 1860 — Василий Келлер
4. 1865 — Павло-Швитовский
5. 1866 — Николай Цабель
6. 1880 — Николай Данилевский
7. 1880 — Александр Саломон
8. 1881 — Александр Базаров
9. 1891 — Павел Анциферов (отец Н. П. Анциферова)
10. 1898 — Константин Тархов
11. 1902 — Герман Лагермарк
12. 1905 — Юрий Пиленко, отец Е. Пиленко
13. 1906 — Владимир Ломакин
14. 1907 — Михаил Щербаков
15. 1915 — Николай Кузнецов
16. 1919 — Владимир Палладин
17. 1920 — Феофил Калайда
18. 1927 — Николай Ковалёв
19. 1930 — Василий Воеводин
20. 1933 — Николай Шабадах
21. 1934 — Владимир Абаев
22. 1938 — Георгий Вербенко
23. 1939 — Анатолий Коверга
24. 1942 — Генрих Вальтер
25. 1943 — Анатолий Коверга
26. 1958 — Михаил Кочкин
27. 1977 — Константин Калуцкий
28. 1979 — Евгений Молчанов
29. 1988 — Александр Чеботарь[17]
30. 1992 — Адольф Лищук
31. 1999 — Валерий Ежов
32. 2014 — Юрий Плугатарь

## Современная научная работа
В ботаническом саду создан диссертационный совет Д 900.004.01 по специальностям:
- 03.02.01 — Ботаника (биологические науки)
- 03.02.08 — Экология (биологические науки)

## В искусстве
- Цветной видовой фильм «В Никитском ботаническом саду» (1952), реж. Юрий Озеров[19]
- В культовом перестроечном фильме «АССА» (1987, реж. Сергей Соловьёв) сцены наблюдения за Крымовым сняты в Никитском ботаническом саду.
- У группы «Машина времени» в альбоме «Неизданное, ч. 2» есть песня «В Никитском ботаническом саду».
- В 2012 году в ознаменование 200-летия Никитского ботанического сада Национальный банк Украины выпустил памятную серебряную монету «200 лет Никитскому ботаническому саду» номиналом 50 гривен[20].

## В филателии
Марки советского периода:

Почтовые марки СССР, 1962 год
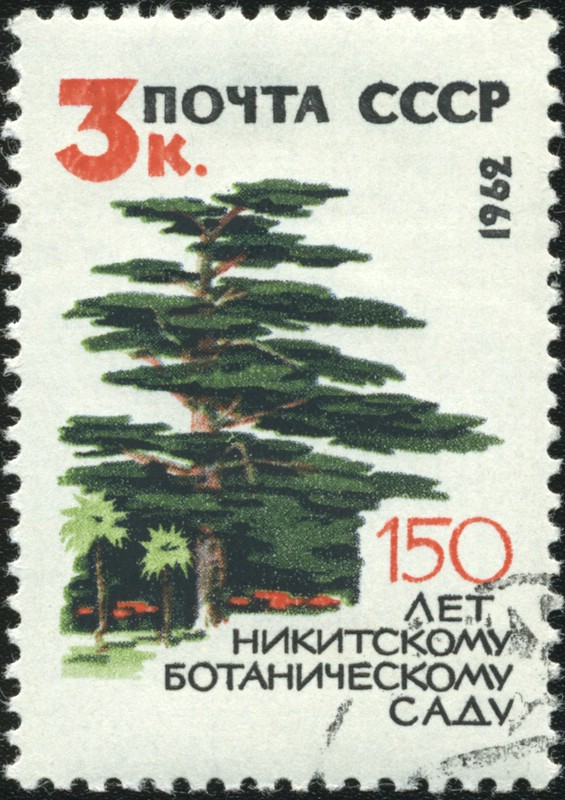
Ливанский кедр
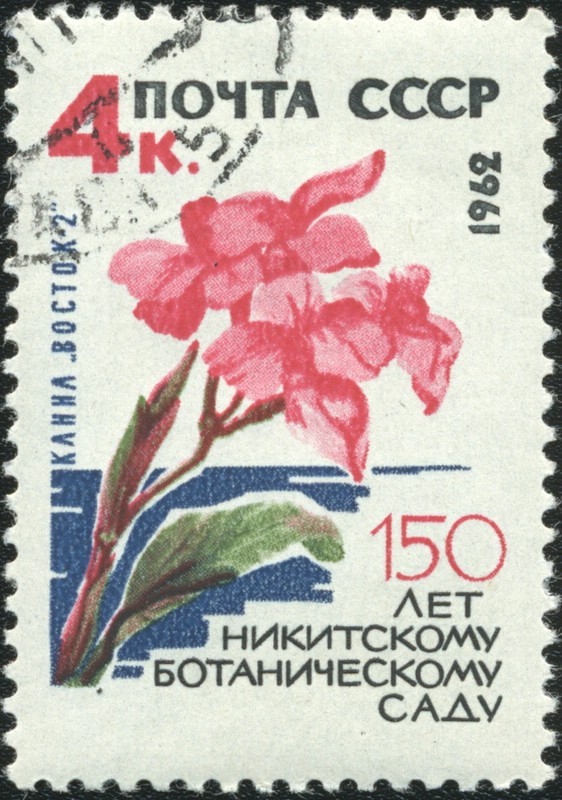
Канна «Восток-2»
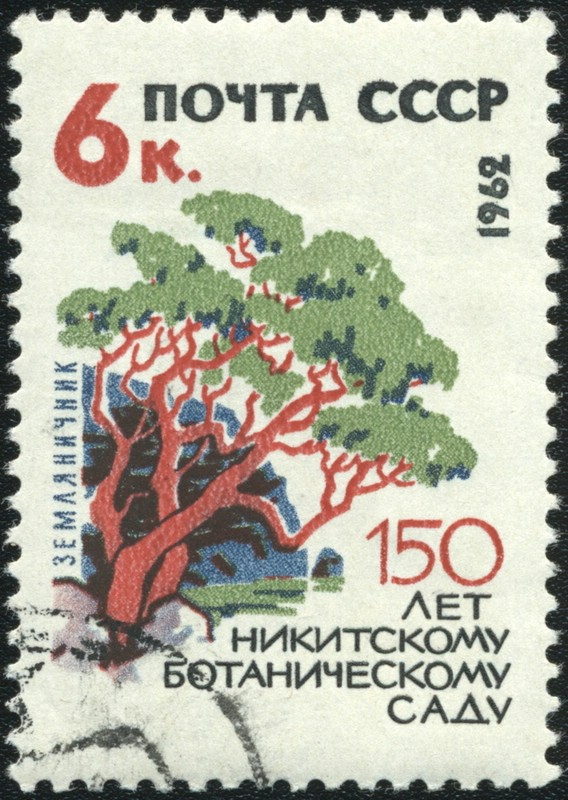
Земляничное дерево
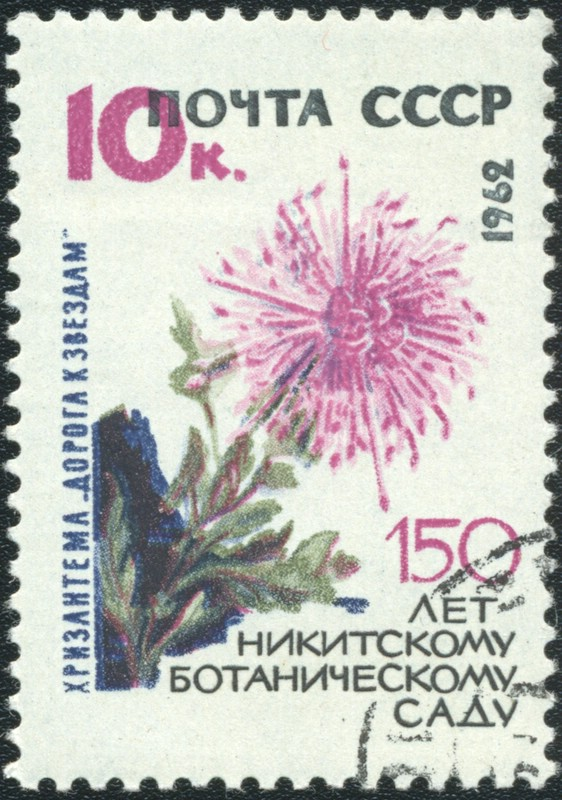
Хризантема

В 2012 году почта Украины выпустила серию марок, посвящённую двухсотлетию Никитского ботанического сада.

Почтовые марки Украины, 2012 год
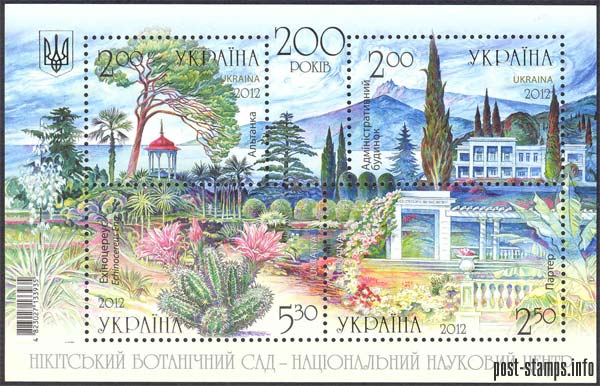

Сорта роз Никитского ботанического сада на почтовых марках России:

Почтовые марки России, 2022 год
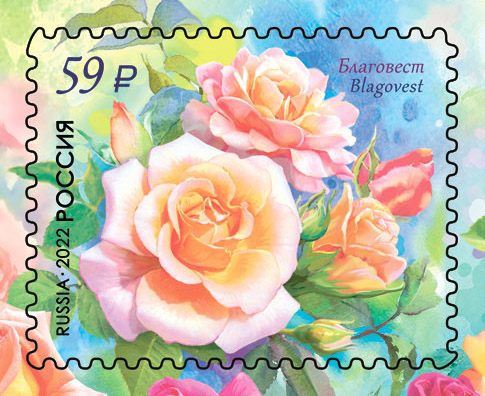
Благовест
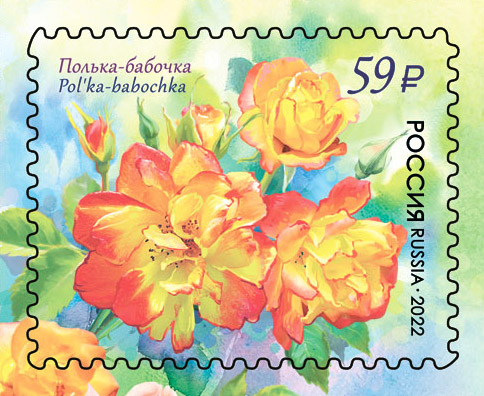
Полька-бабочка
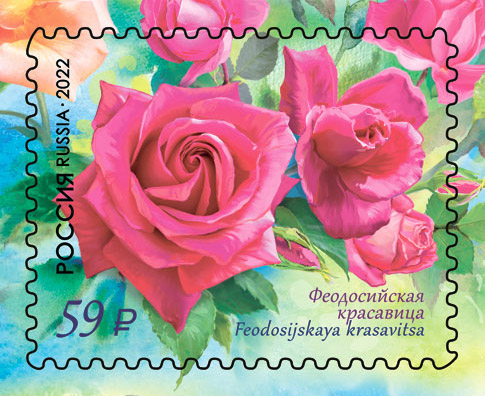
Феодосийская красавица
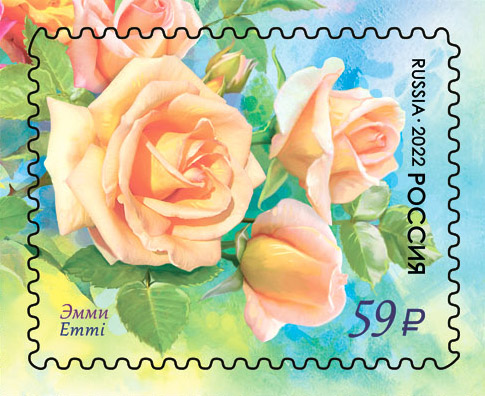
Эмми

## Галерея

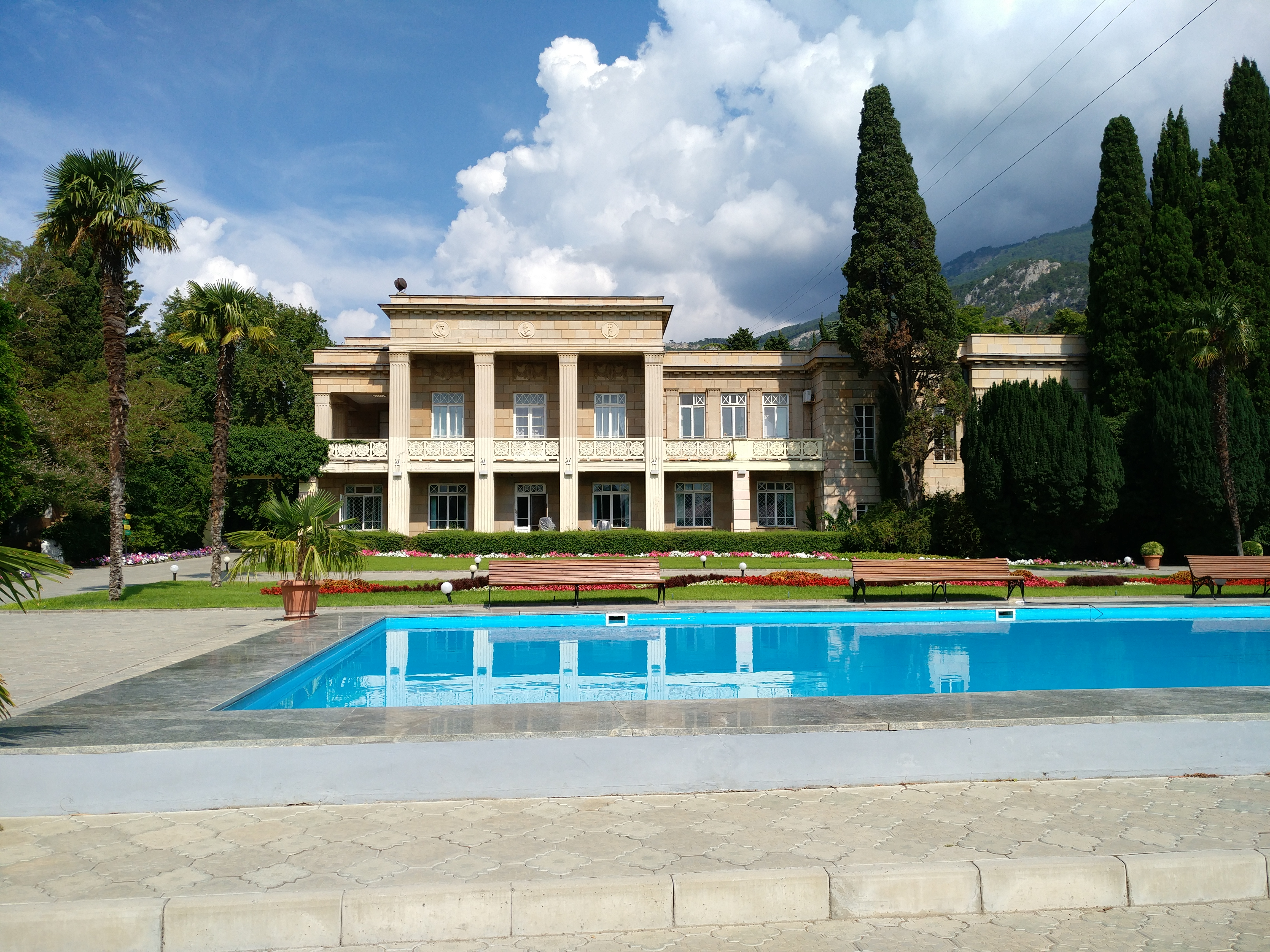
Административное здание и бассейн
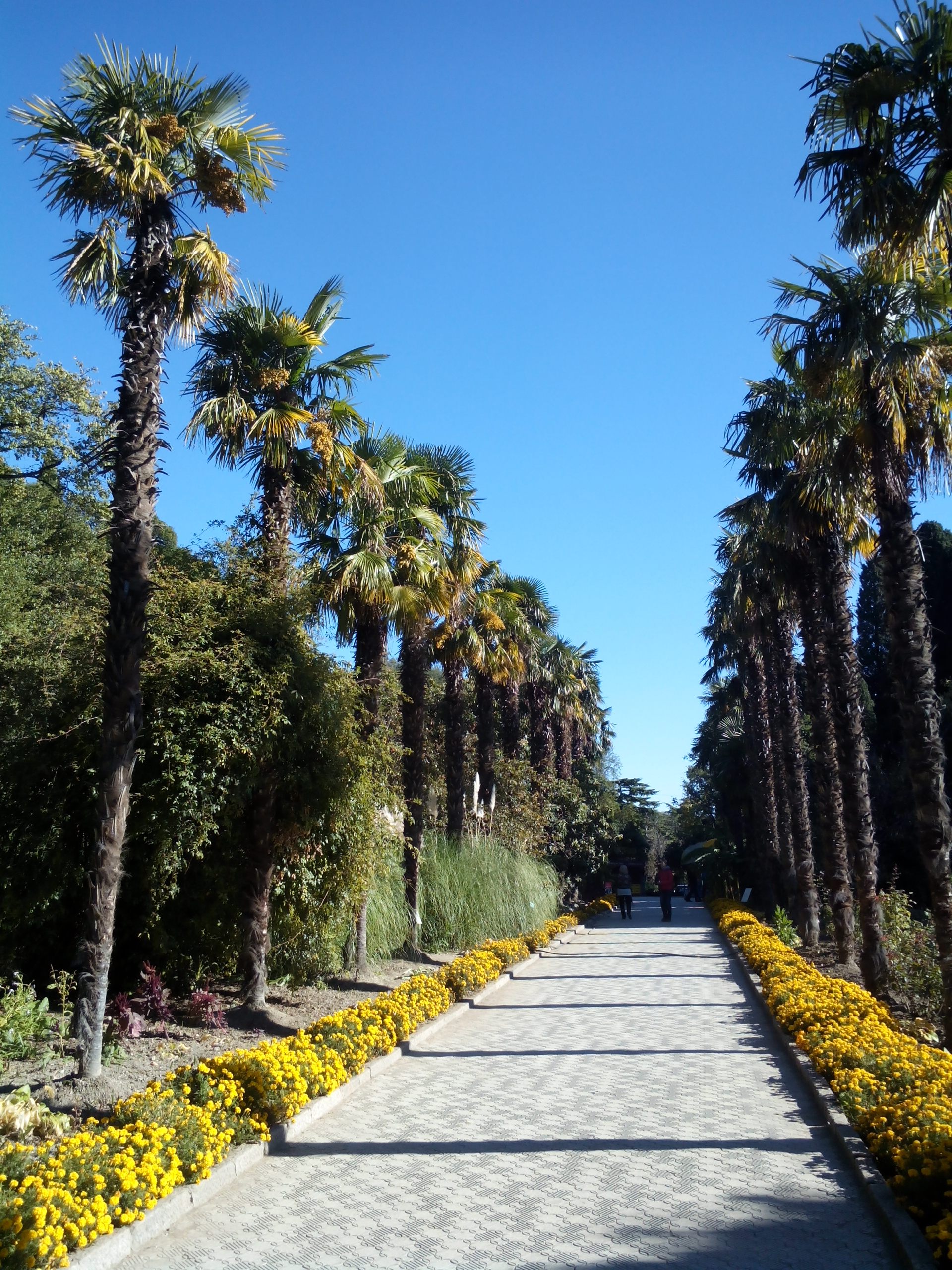
Аллея пальм
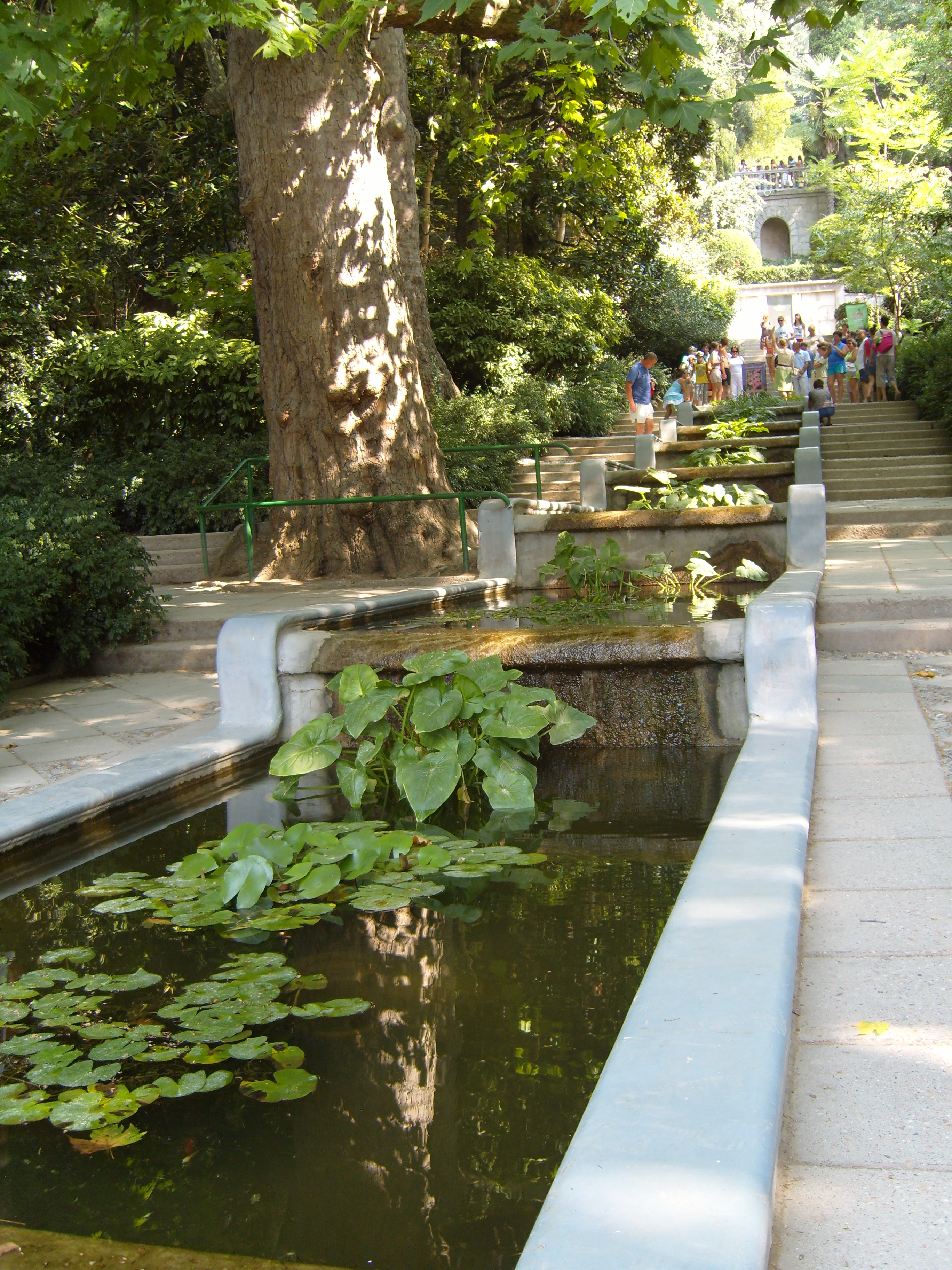
Водный каскад
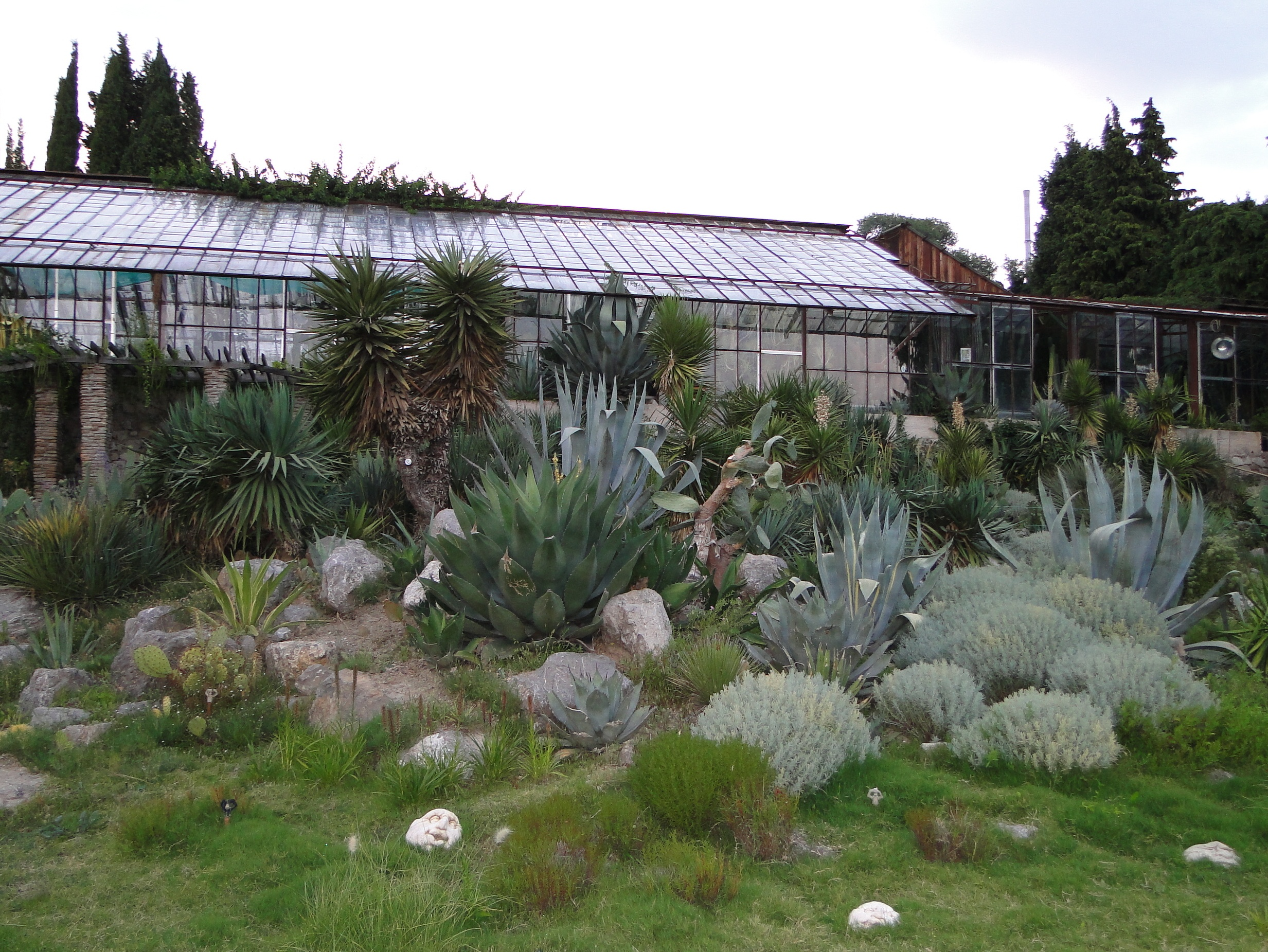
Кактусовая оранжерея
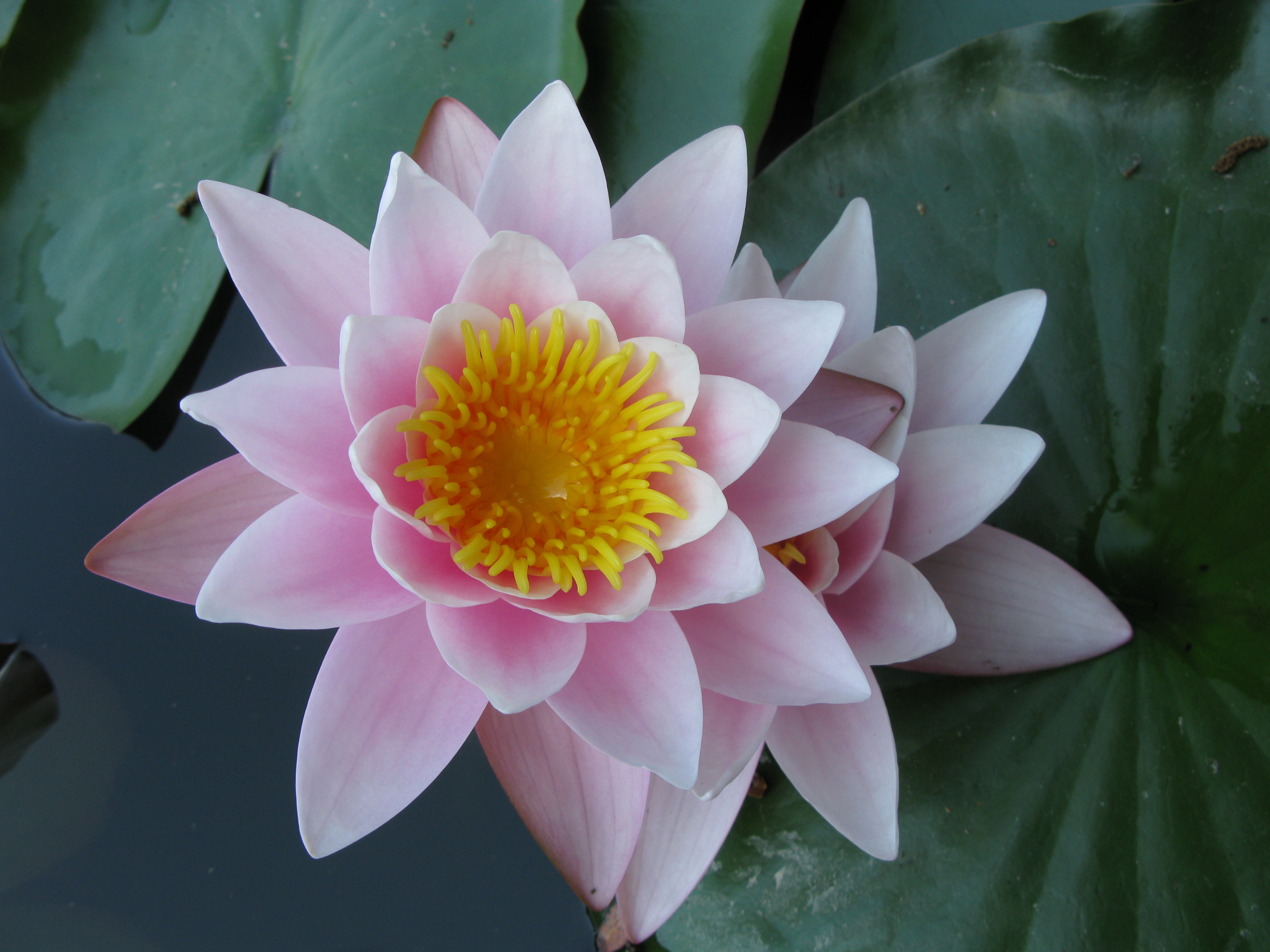
Нимфея
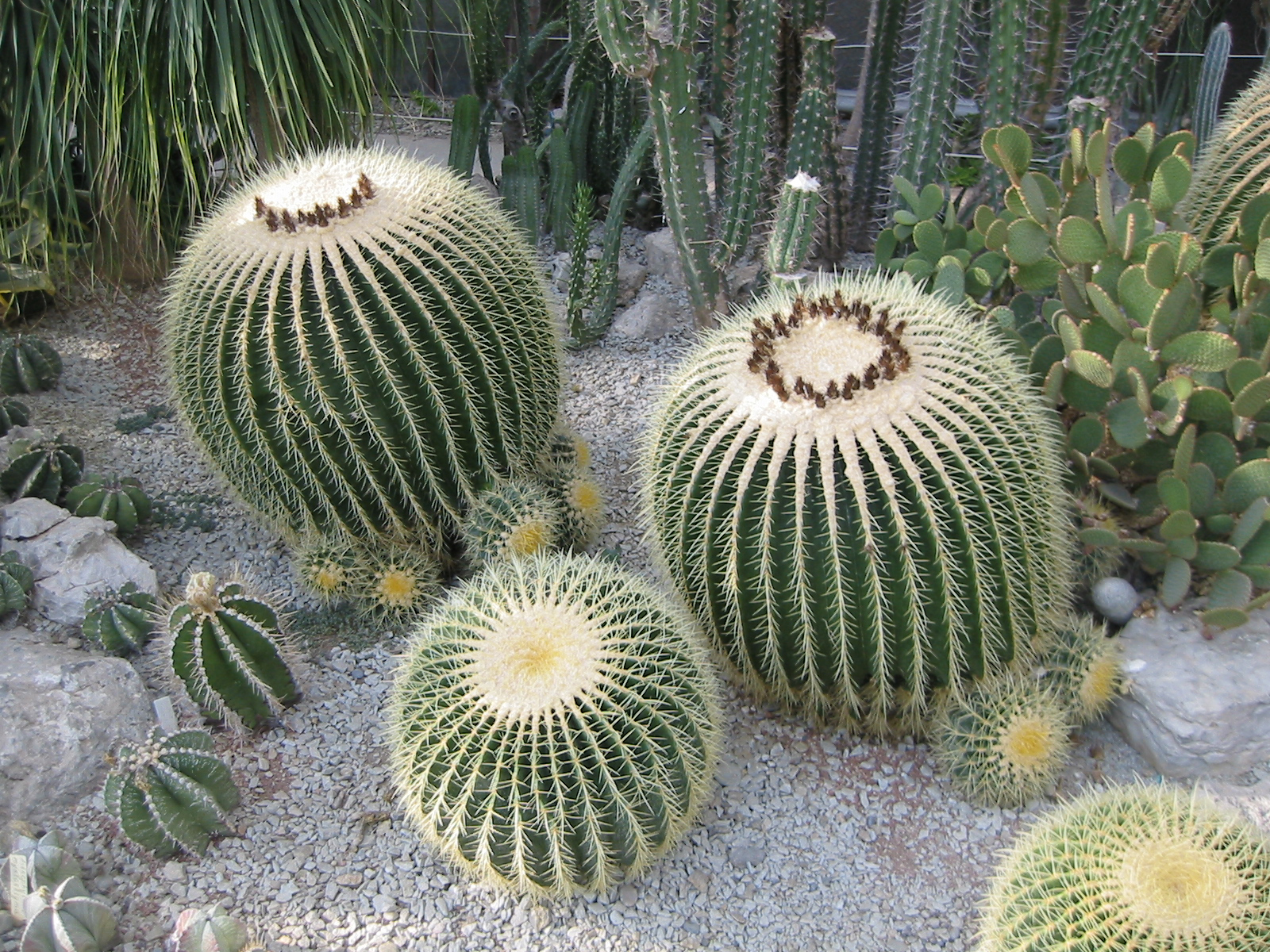
Кактусы
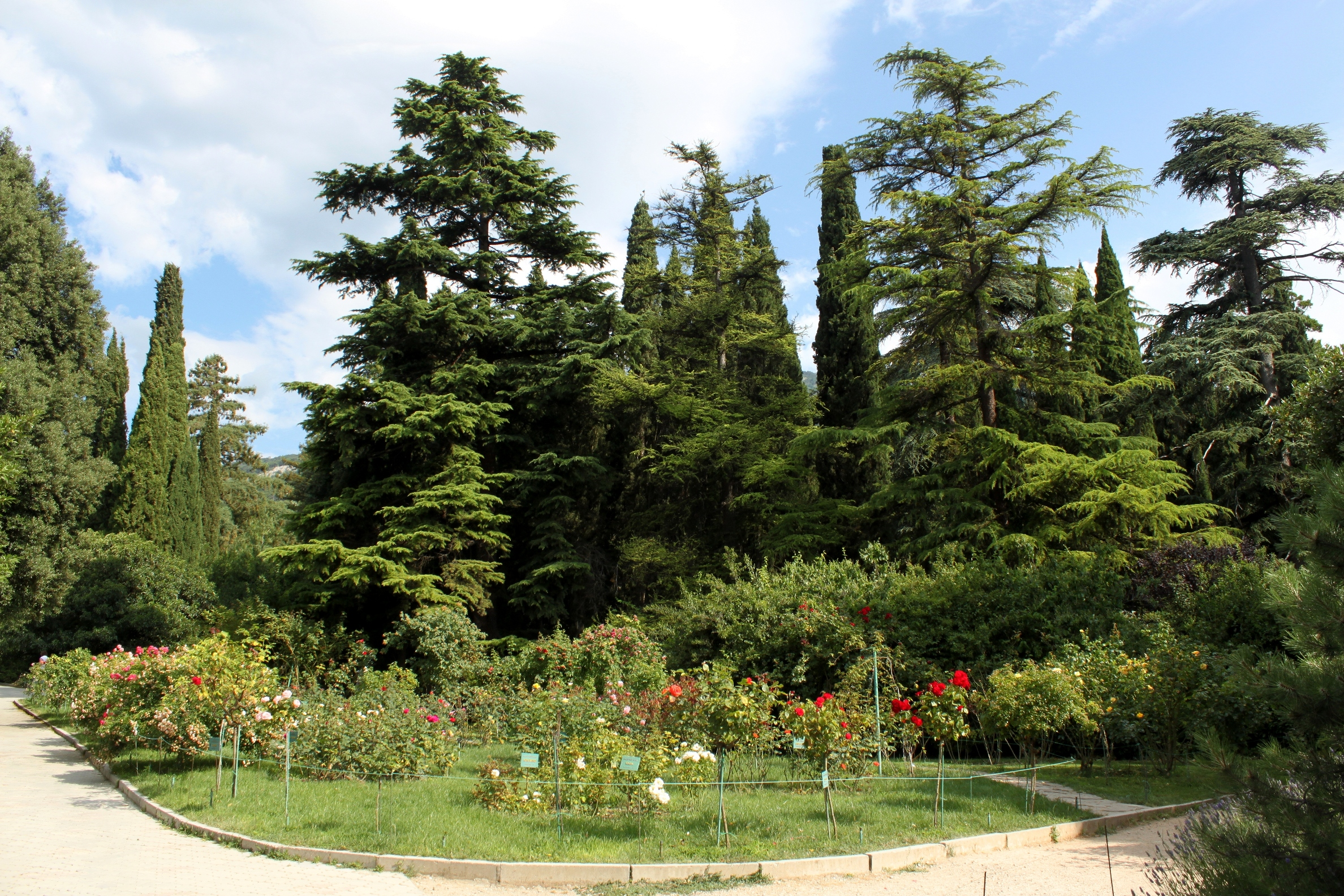